# Les Mots de l'anarchie

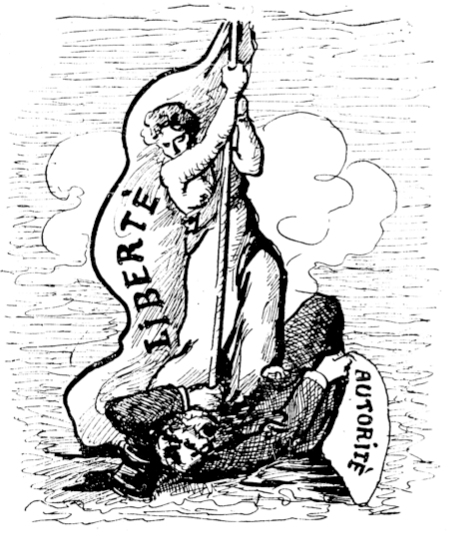
Illustration du livre Le Principe anarchiste de Pierre Kropotkine (1913).

Les Mots de l'anarchie, est un dictionnaire des idées, des faits, des actes, de l'histoire et des hommes anarchistes, publié en 1982 aux Éditions Delalain et rédigé par Roger Boussinot, également auteur d'un Dictionnaire des synonymes, analogies et antonymes chez Bordas en 1973.

## Argument
Après un court avant-propos de l'auteur, le dictionnaire se présente comme un abécédaire. De l'article Abstentionnisme à celui de Zo d'Axa, il décline tous les mots-concepts de la pensée libertaire, dont Action directe, Anarchisme chrétien, Anarcho-syndicalisme, Antimilitarisme, Association, Autogestion, Athéisme, Collectivisme, Encyclopédie anarchiste, Enragés, Individualiste, Libre-pensée, Néomalthusianisme, Objection de conscience, Propagande par le fait, Rationalisme scientifique, Soviet, Utopie, etc.
Mais on y trouve surtout de courtes notices biographiques de personnalités majeures qui ont marqué l'histoire du mouvement anarchiste international : Jean Allemane, Miguel Almereyda, Mikhaïl Bakounine, Anselme Bellegarrigue, Jules Bonnot, Paul Brousse, Carlo Cafiero, Sante Geronimo Caserio, Ernest Cœurderoy, Émile Cottin, Joseph Déjacque, César De Paepe, Buenaventura Durruti, Clément Duval, Sébastien Faure, Francisco Ferrer, William Godwin, Jean Grave, James Guillaume, Émile Henry, Marius Jacob, Victor Serge, Pierre Kropotkine, Gustav Landauer, Louis Lecoin, Jules Lehautier, Albert Libertad, Nestor Makhno, Errico Malatesta, les Martyrs de Chicago, Jean Meslier, Louise Michel, Pierre Monatte, Fernand Pelloutier, Émile Pouget, Pierre-Joseph Proudhon, André Prudhommeaux, Ravachol, Élie Reclus, Élisée Reclus, Jacques Roux, Nicola Sacco, Bartolomeo Vanzetti, Diego Abad de Santillán, Victor Serge, Max Stirner, Henri Tolain, Auguste Vaillant, Zo d'Axa, etc.
Sont également inclus dans le dictionnaire des présentations de structures collectives comme l'Association internationale des travailleurs, l'Alliance de la démocratie sociale, les Bourses du travail, la Fédération anarchiste ibérique, la Fédération anarchiste, la Fédération communiste libertaire, l'Internationale antiautoritaire, le Makhnovtchina, la revue Noir et Rouge, etc. ainsi que des événements historiques tels la Commune de Paris, la Révolte de Kronstadt, le Procès des Trente, etc.

### Citation extraite du dictionnaire
- Michel Ribeiro, Anarchie... droit divin, Éditions Édilivre, 2007,  (ISBN 9782356070470), page 43.

### En référence
- Encyclopædia universalis, Corpus, Volume 2, 1992, page 291.
- Vivien Bouhey, Les anarchistes contre la république, 1880 à 1914: contribution à l'histoire des réseaux sous la troisième république, Presses universitaires de Rennes, 2008, page 462.
- Peter Starr, Logics of Failed Revolt French Theory After May ‘68, Stanford University Presse, 1995, page 248.
- John Merriman, The Dynamite Club: How a Bombing in Fin-de-Siecle Paris Ignited the Age of Modern Terror, Houghton Mifflin Harcourt, 2009, en ligne.
- Centre de recherches et d'études sociales, Communisme, Paris, n°1, juin 1988, page 138.
- Jaime Massardo, La formación del imaginario político de Luis Emilio Recabarren, LOM ediciones, 2008, page 326.
- Noël Godin, Anthologie de la subversion carabinée, L'Âge d'homme, 1988, page 751.
- Walter Badier, Emile Henry, de la propagande par le fait au terrorisme anarchiste, Éditions libertaires, 2007, page 211.

## Notices
- Encyclopédie Universalis : Anarchisme, Les mouvements anarchistes, Bibliographie.
- Bibliothèque nationale de France : notice.
- WorldCat : notice.
- Système universitaire de documentation : notice.
- Musée social : notice.
- RA.forum : notice.
- Archives Jean Maitron, Centre d'histoire sociale du XXe siècle, Liste des ouvrages, texte intégral.
- Open Library : notice.